# Список умерших в 1437 году

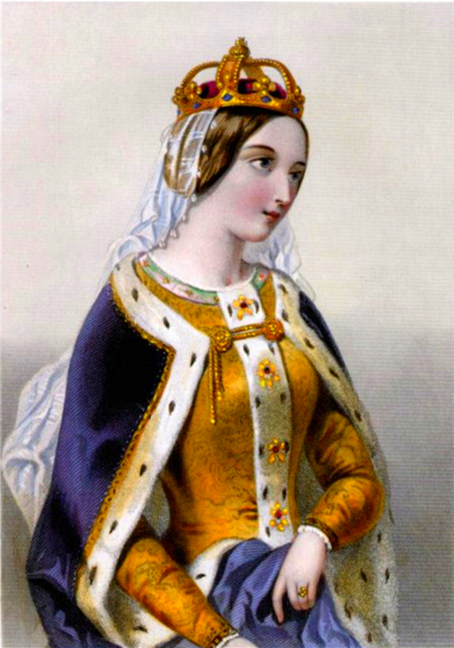
Екатерина Валуа

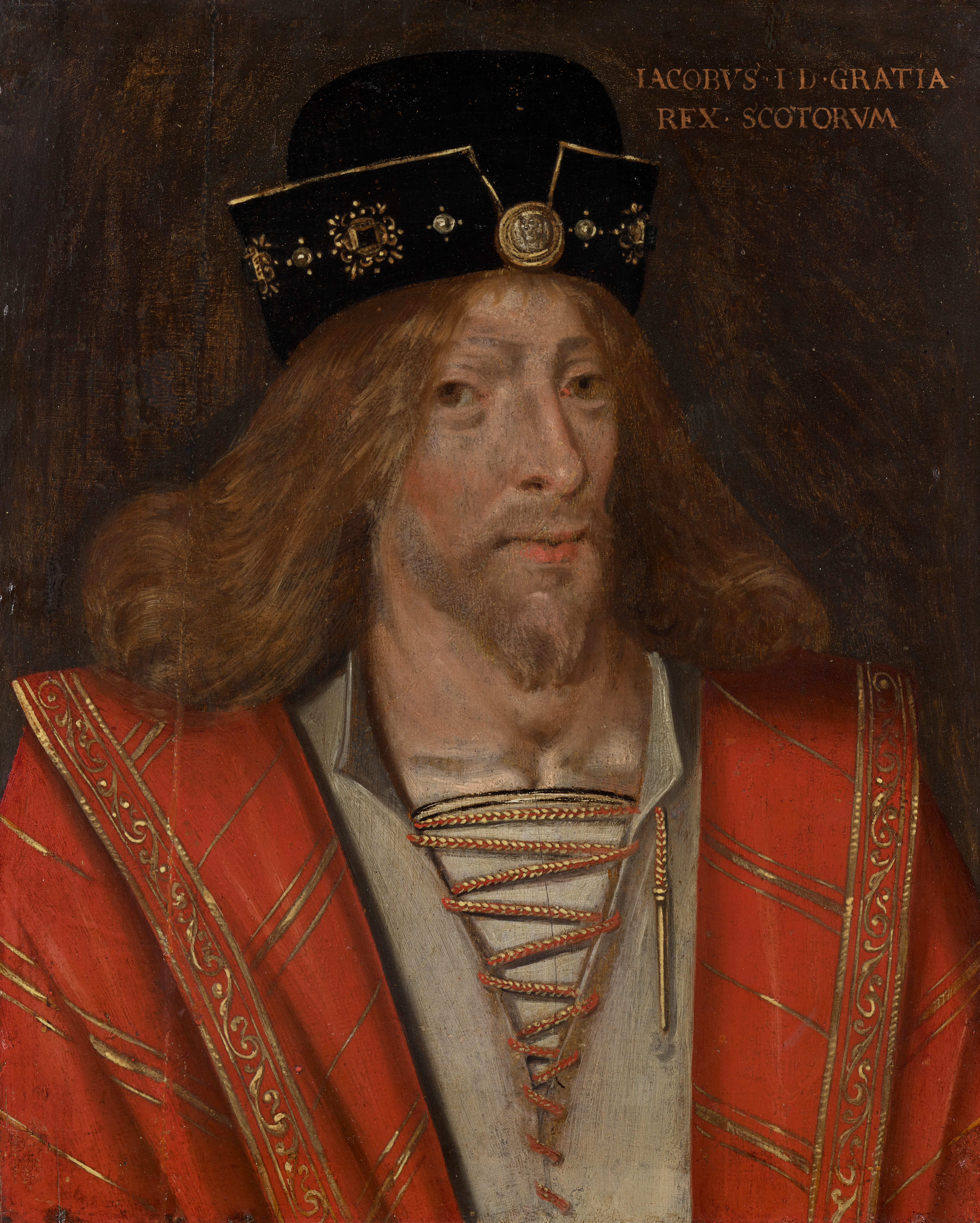
Яков I Шотландский

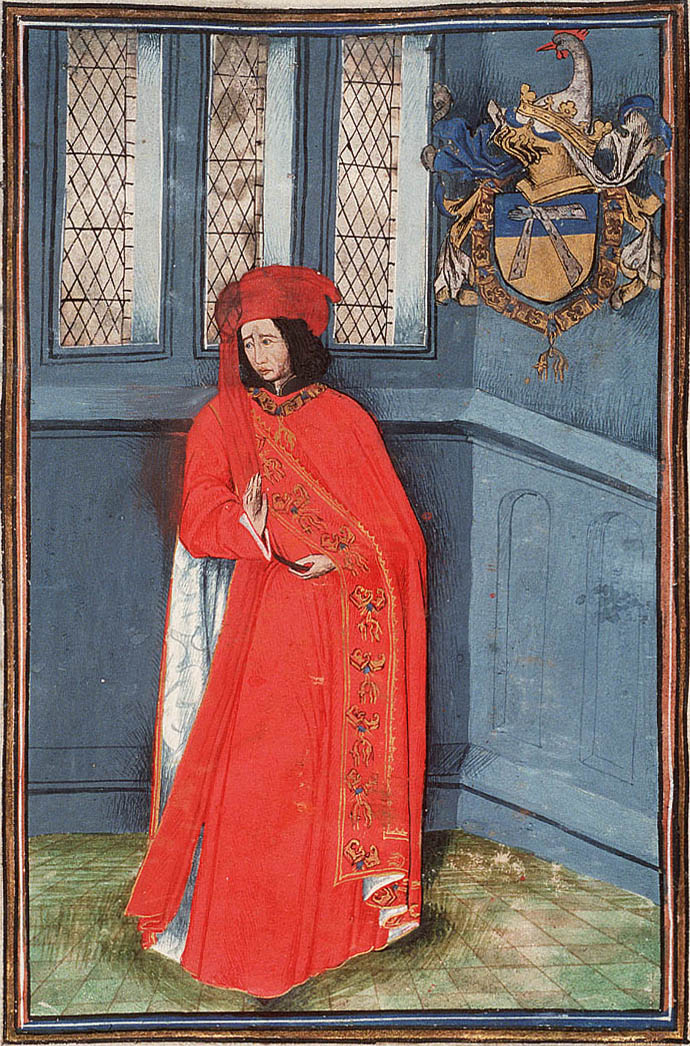
Жан де Вилье де Лиль-Адам

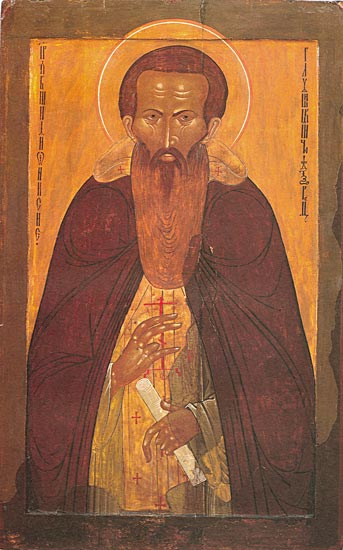
Дионисий Глушицкий

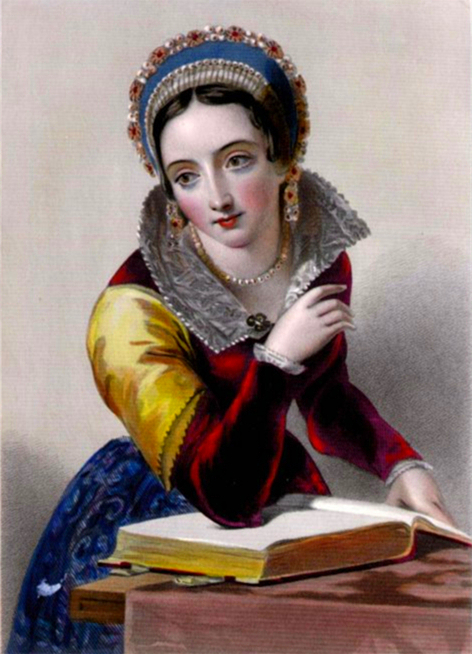
Жанна Наваррская

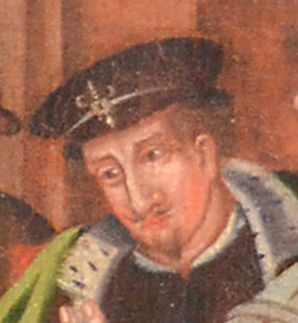
Адольф

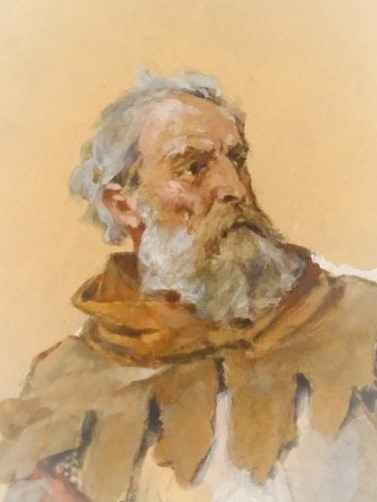
Ян Рогач из Дубы

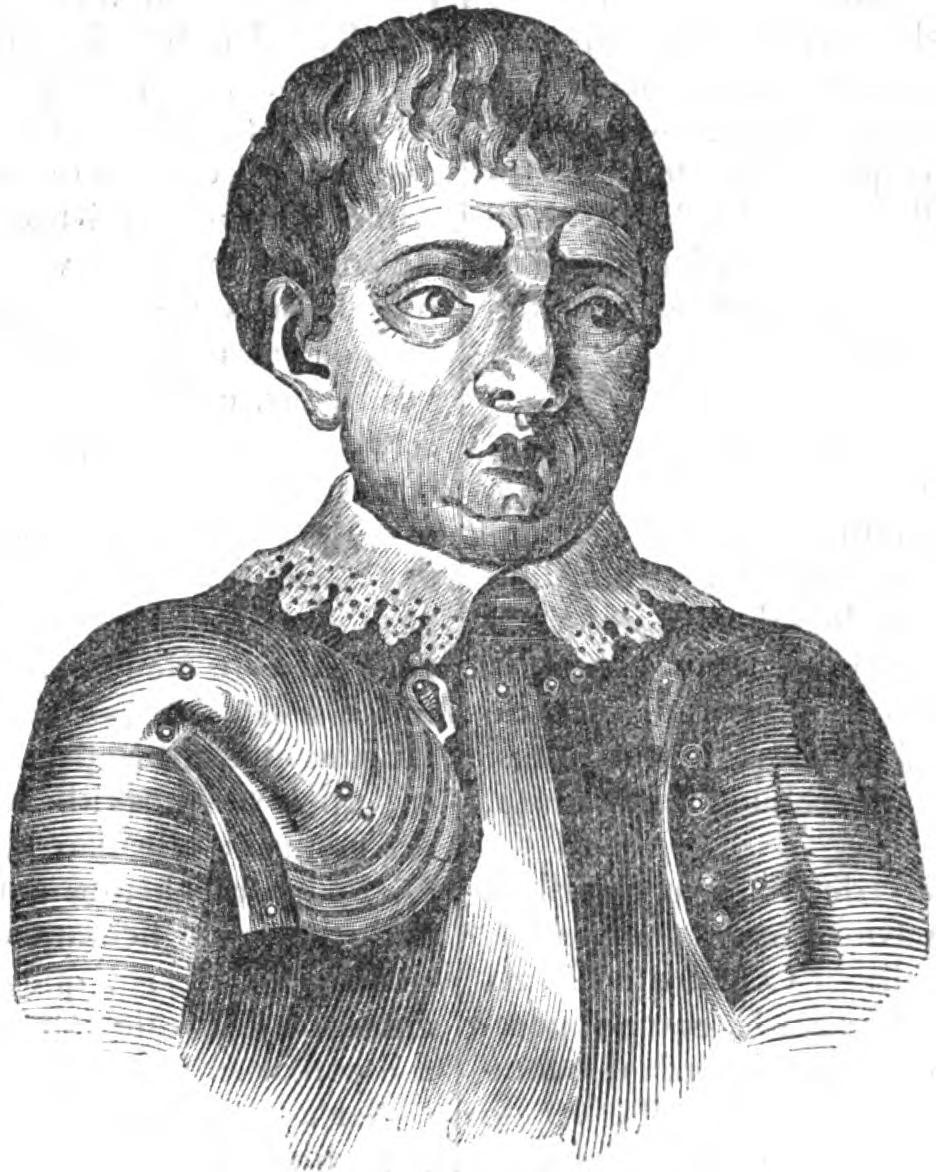
Педру ди Менезиш

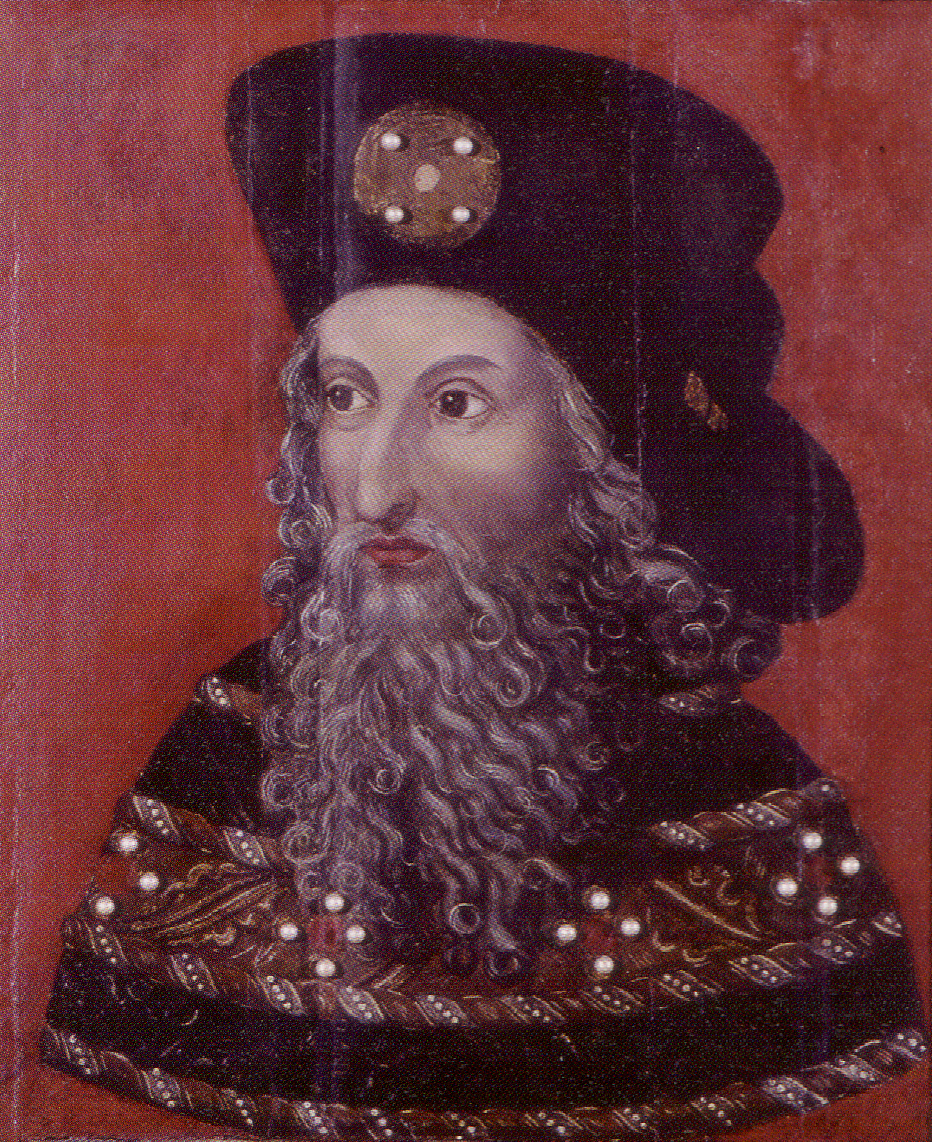
Сигизмунд I Люксембург

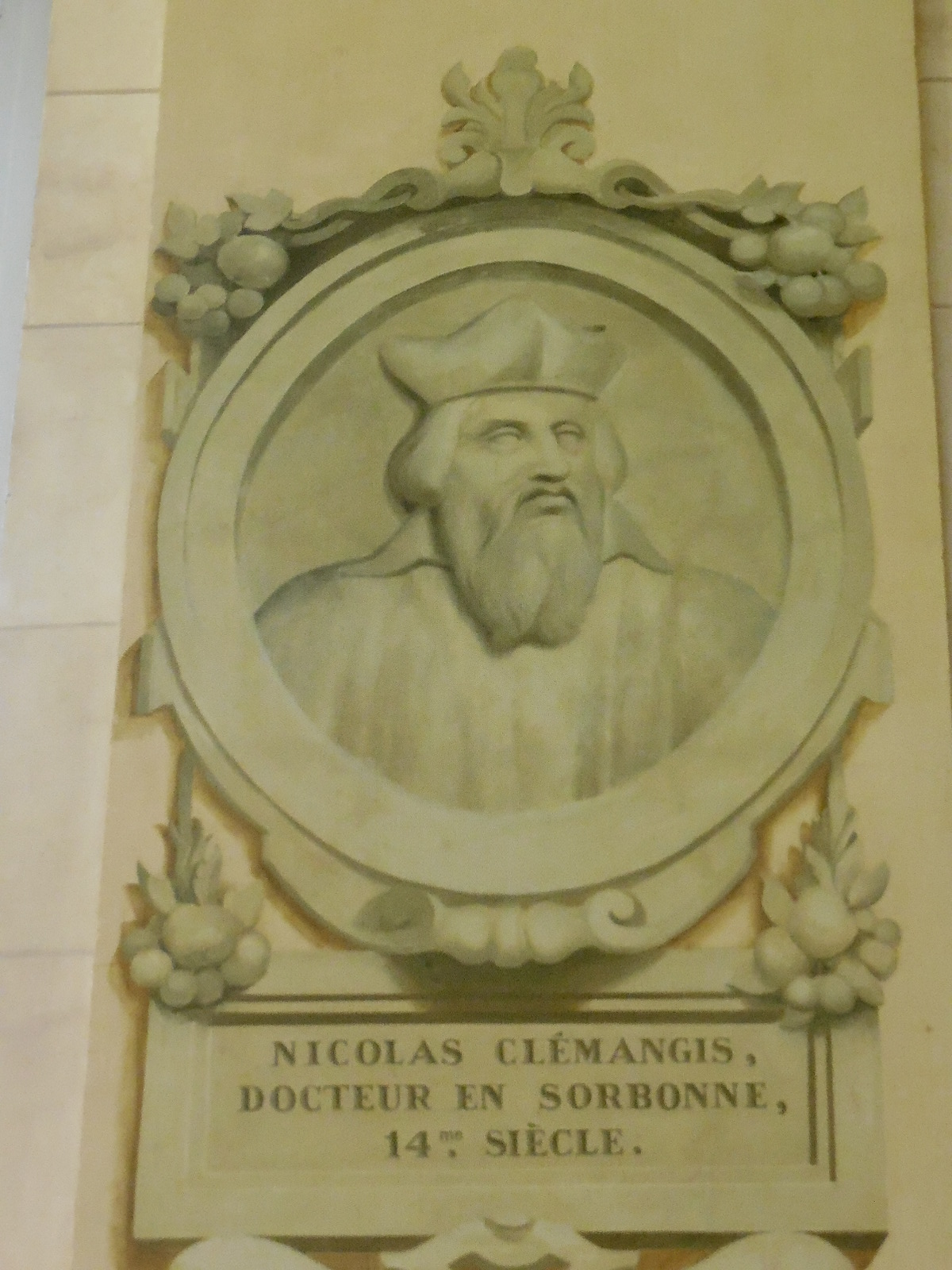
Никола Клеманжи

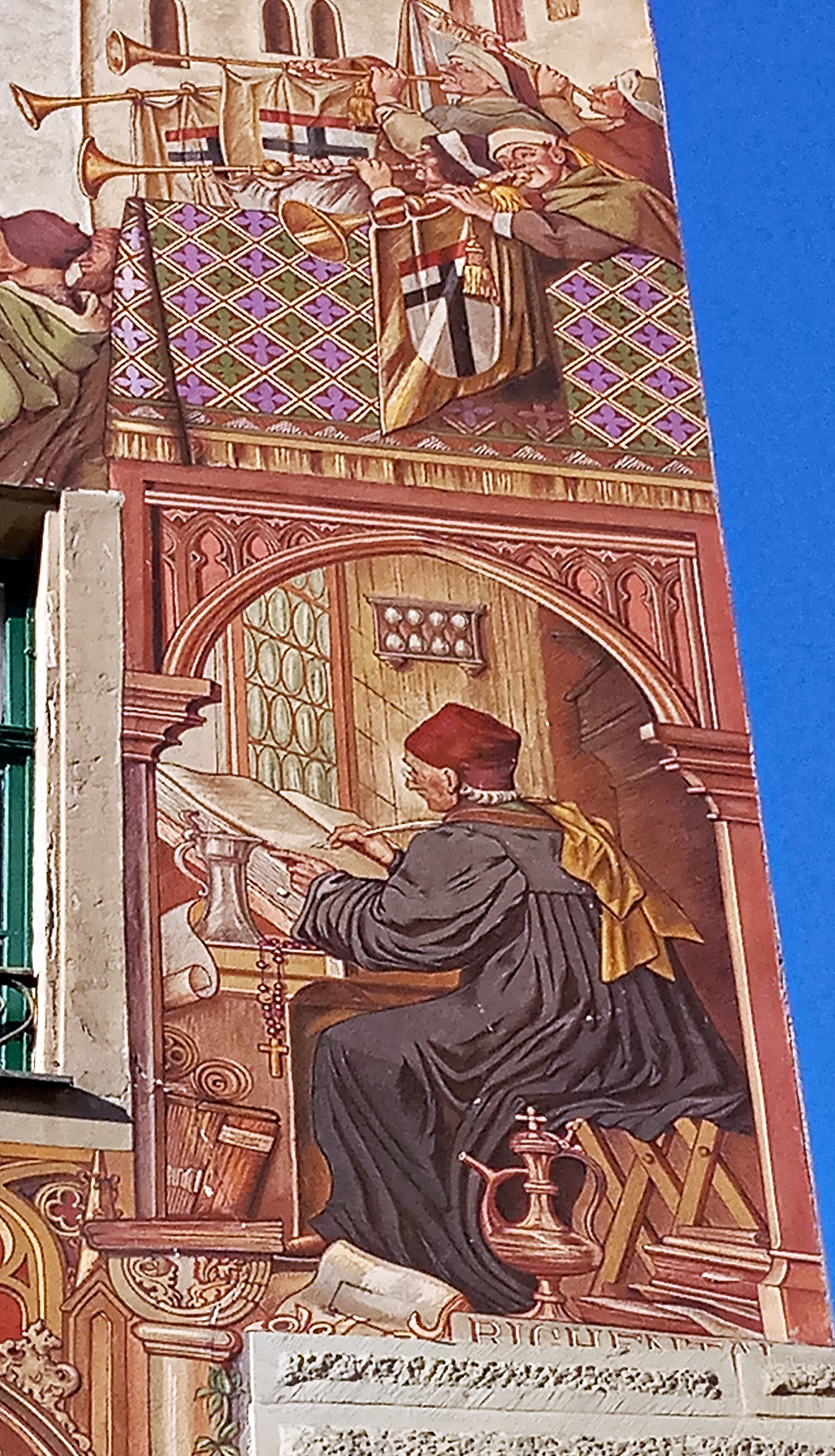
Ульрих фон Рихенталь

В этой статье представлен список известных людей, умерших в 1437 году.
См. также: Категория:Умершие в 1437 году

## Январь
- 3 января — Екатерина Валуа — дочь короля Франции Карла VI, Королева-консорт Англии (1420—1422), жена английского короля Генриха V
- 27 января — Роберт IV де Умфравиль — английский рыцарь, феодальный барон Ридсдейла, последний представитель рода Умфравилей. Шериф графства Нортумберленд[англ.] в 1401 и 1405 годах, рыцарь ордена Подвязки с 1408 года.

## Февраль
- 3 февраля — Никколи, Никколо — флорентийский гуманист эпохи Раннего Возрождения, библиофил. Считается изобретателем рукописного курсива, положенного в основу печатного шрифта Альда Мануция
- 21 февраля — Яков I Шотландский — король Шотландии (1406—1437), шотландский поэт; убит заговорщиками.
- 22 февраля — Пётр Шафранец — польский шляхтич, государственный деятель Королевства Польского последней четверти XIV — первой трети XV века. Первый польский подольский староста (1404—1405)

## Март
- 26 марта — Стюарт, Уолтер, граф Атолл —граф Атолла (с 1404 года), Кейтнесса (с 1389), Стратерна (1389—1406, 1427—1437) — шотландский барон из рода Стюартов, претендент на престол Шотландии; казнён (обезглавлен) за участии в заговоре и убийстве короля Якова I

## Май
- 4 мая — Кастриоти, Иван — албанский феодал, правитель княжества Кастриоти (1407—1437), отец Скандербега.
- 6 мая — Болько IV Опольский — князь Стшелецкий и Немодлинский (1382—1400), Опольский (1396—1437). Правил вместе с братьями Яном Кропидло (до 1421 года, формально), Генрихом II (до 1394 года) и Бернардом (до 1400 года).
- 22 мая — Вилье де Лиль-Адан, Жан де — губернатор Парижа во время осады города в 1429 году, маршал Франции и кавалер ордена Золотого руна; убит  горожанами Брюгге.
- 24 мая — Рошталье, Жан де ла — французский кардинал, титулярный Латинский патриарх Константинополя (1412—1423), апостольский администратор Парижа (1422—1423), архиепископ Руана (1423—1431), архиепископ Безансона (1429—1437).

## Июнь
- 1 июня — Дионисий Глушицкий — святой Русской церкви, почитается в лике преподобных. Основатель и игумен нескольких монастырей на реке Глушице в Вологодской области, иконописец.

## Июль
- 14 июля — Адольф — герцог Берга (с 1408), герцог Юлиха (под именем Адольф I) (с 1423), граф Равенсберга  (1395—1402) .

## Август
- 6 августа — Арегацци, Франческо (62) — монах ордена Францисканцев братьев Ноябрь ==конвентуальных O.F.M.Conv., итальянский прелат], епископ Бергамо, прославлен в лике блаженных.
- 7 августа — Мария Овернская — графиня Оверни и Булони (как Мария II) (1424—1437)

## Сентябрь
- 9 сентября — Ян Рогач из Дубы — чешский военачальник, один из вождей гуситов; был взят в плен и повешен вместе со своими соратниками, что положило конец гуситским войнам.
- 15 сентября — Елена Ольгердовна — дочь великого князя литовского Ольгерда, жена Владимира Андреевича Серпуховского.
- 22 сентября — Менезиш, Педру ди — португальский]] военный и политический деятель, 2-й граф Виана-ду-Алентежу, 1-й граф Вила-Реал. Известен как первый португальский наместник Сеуты (в Северной Африке).

## Октябрь
- 26 октября — Джанибак ас-Суфи — мамлюкский военачальник и придворный сановник, главнокомандующий войсками (атабек аль-асакир) в 1421 году и регент Мамлюкского султаната при несовершеннолетнем султане ас-Салихе Мухаммаде ибн Татаре (1421—1422). Претендент на мамлюкский престол с 1422 года, политический противник султана аль-Ашрафа Барсбея (1422—1438); умер от ран, полученных в междоусобной борьбе.
- Дуглас, Уильям, 2-й граф Ангус — шотландский аристократ и военачальник, 2-й граф Ангус (1403—1437).

## Ноябрь
- 17 ноября — Говард, Джон — английский землевладелец, придворный, администратор и политик.

## Декабрь
- 9 декабря — Сигизмунд I Люксембург — курфюрст Бранденбурга (1378—1388, 1411—1415), король Венгрии и Хорватии (1387—1437), король Германии (римский король) (1410—1437), король Чехии (1419—1421, 1436—1437), король Ломбардии (1431—1437), император Священной Римской империи (1433—1437), последний император из дома Люксембургов

## Дата неизвестна или требует уточнения
- Бенедикт XIV II — антипапа (1429—1437), скончался в заключении.
- Бёртон, Томас — английский церковный историк, хронист, аббат цистерцианского монастыря в Мо,  (1396—1399)[, один из летописцев Столетней войны.
- Джанике — крымская принцесса из рода чингизидов, дочь золотоордынского хана Тохтамыша, жена полководца эмира Едигея — основателя Ногайской Орды, правительница Кырк-Ора.
- Жанна Наваррская — наваррская принцесса, дочь короля Карла II,  В первом браке герцогиня-консорт Бретани (1386—1399), жена герцога Жана V, регент Бретани 1399 —  1401/1402.  Во втором браке — королева-консорт Англии (1403—1413), жена короля Англии Генриха IV.
- Клеманжи, Матье Никола — французский богослов. Был одним из самых резких и смелых обличителей недостатков в церкви своего времени
- Лаврентий из Бржезовой — чешский писатель и хронист эпохи Гуситских войн. Один из первых старочешских поэтов, автор «Гуситской хроники»
- Аль-Махди Ахмад — имам Йемена| (1391—1392), исламский писатель. Возможно умер в 1436 году.
- Менжик, Ян — польский шляхтич, придворный, государственный деятель, дипломат и воевода; первый воевода Русского воеводства (1434—1437).
- Микулаш IV Опавский — князь Опавский (1433—1437).
- Рихенталь, Ульрих фон — немецкий хронист, почётный гражданин и секретарь городского совета Констанца, автор иллюстрированной «Хроники Констанцского собора».
- Стэнли, Джон II — король острова Мэн (1414—1437).